# Мален Чубенков
Мален Стефанов Чубенков е български офицер, флотилен адмирал (бригаден генерал).

## Биография
Роден е на 6 февруари 1962 г. в Ямбол. През 1985 г. завършва Висшето военноморско училище „Никола Вапцаров“ със специалност „Корабоводене“. Службата си започва като щурман на среден десантен кораб „Сириус“, няколко месеца по-късно е назначен за командир на БЧ-2. Бил е помощник-командир и командир на кораба „Сириус“ (1988 – 1991). През 1991 г. завършва Военноморската академия в Русия. След това е назначен в Щаба на Военноморските сили като помощник-началник по планирането в отдел „Бойна подготовка“. От 1994 до 1999 г. е началник-щаб на тила на Военноморска база Бургас.От 1999 до 2001 г. е началник-щаб на 7-и дивизион десантни кораби. От 2001 г. е командир на 7-и дивизион десантни кораби от Военноморска база Бургас.. Между 2005 и 2007 г. е заместник-командир на Военноморска база Бургас. През 2008 г. завършва стратегическо ръководство на отбраната и въоръжените сили в Кралския колеж в Лондон. От 2009 до 2012 г. е заместник-командир по подготовката на силите на Военноморската база, а след това до 2014 г. е заместник-командир. На 28 април 2014 г. е назначен на командир на Военноморската база и удостоен с висше офицерско звание комодор, считани от 30 юни 2014 г. С указ № 229 от 1 юли 2016 г. е освободен от длъжността командир на Военноморската база и назначен на длъжността командир на флотилия бойни и спомагателни кораби, считано от 1 юли 2016 г.
Във връзка с преименуването на званието комодор във флотилен адмирал, с указ от 9 януари 2017 г. е удостоен с висше офицерско звание флотилен адмирал.
На 31 януари 2020 г. флотилен адмирал Мален Чубенков е освободен от длъжността Командир на флотилия бойни и спомагателни кораби и от военна служба, считано от 6 февруари 2020 г. Умира на 22 април 2023 г.

## Военни звания
- Лейтенант (1985)
- Капитан I ранг (1 юли 2003)
- Комодор (30 юни 2014) от 9 януари 2017 г. преименуван на флотилен адмирал

## Награди
- Нагръден знак за вярна служба под знамената – III степен (2000)
- Нагръден знак за вярна служба под знамената – II степен (2002)
- Нагръден знак за вярна служба под знамената – I степен (2013, 2017)
- Почетен знак на МО „Свети Георги“ – I степен (2016)
- Юбилеен медал (2019)
- Почетен знак на МО „Свети Георги“ – I степен с мечове (2019)